# 60 (tal)
60 (tres, tresindstyve) er et heltal og det naturlige tal, som kommer efter 59 og efterfølges af 61.
I daglig tale kaldes tallet tres på dansk. Det er en forkortelse af formen tresindstyve, hvilket afslører at tallet oprindeligt har hørt til et talsystem med grundtallet 20. Tresindstyve kan opløses fra gammelt nordisk sprog til tre sinde tyve, hvor sinde betyder gange.
Tres er ligeledes det samme som 3 snese eller 5 dusin. I gamle danske målebetegnelser udgør 60 stykker en skok.
Som ordinaltal har det formen tresindstyvende. Som romertal skrives det LX.
60 er sammen med 80 det eneste tal over 12, der på dansk kun består af én stavelse.

## I matematik
Tres er et sammensat tal med divisorerne 1, 2, 3, 4, 5, 6, 10, 12, 15, 20, 30, hvilket også gør det til et højt sammensat tal. Eftersom summen af tallets unitære divisorer (tallet selv ekskl.) er lig med 60, er det et unitært fuldkomment tal.
Tallet er desuden deleligt med summen af sine cifre i titalssystemet, hvilket gør det til et Harshad-tal. 60 er det mindste tal, der er deleligt med alle tallene fra 1 til 6. (Der findes ikke et mindre tal som er deleligt med tallene 1 til 5).
Tallet 60 er summen af et par primtalstvillinger (nemlig 29 + 31), ligesom det er summen af de fire på hinanden følgende primtal: 11 + 13 + 17 + 19.
I et normalt (euklidisk) rum er hver af de tre vinkler i en ligesidet trekant 60 grader, tilsammen altså 180 grader.
Det babylonske talsystem havde et grundtal på tres. Et sådant talsystem kaldes et sexagesimalt talsystem. En rest heraf er delingen af en grad i 60 (bue)minutter, og af et minut i 60 (bue)sekunder.
En sexagesimal cyklus spiller en rolle i kinesisk talbehandling og numerologi.

## I Satire og sort humor
Tres er så at sige et magisk tal indenfor sort humor og komik. Det bruges blandet andet af satiregrupperne Casper & Mandrilaftalen og Alexanderband.
Det er meget svært at finde en egentlig grund til dette, men sort humor er jo også, når ting på ingen måde giver mening, men stadigvæk er sjove.
Tallet 60 er også det man vil kalde et universal tal/ord i den sorte humor. F.eks er det et tal man hurtigt kan sige hvis man ikke har noget modsvar. I Casper og Mandrilaftalen er 60 f.eks ofte brugt hvis de ikke har et specifikt tal at bruge i deres sketches

## Andet
60 betyder også:
- atomnummeret for grundstoffet neodym, der hører til lanthaniderne
- ved måling af tid: Antallet af sekunder i et minut, og antallet af minutter i en time.
- i geometri: Antallet af sekunder i et minut, og antallet af minutter i en grad.
- som 60-års bryllupsdag i et ægteskab: Diamantbryllup.
- i kinesisk skak: Det maksimale antal sten (spillebrikker).
- i telefoni : Det internationale retningsnummer til Malaysia.